# AMC-Tech
AMC-Tech is een fabrikant van motorfietsen en onderdelen uit het Duitse Bad Urach
Het bedrijf is opgericht door en eigendom van de gebroeders Eberhard en Richard Schwarz en houdt zich bezig met het ontwerpen en bouwen van racemotoren en uitlaatsystemen onder de naam AMC. Oorspronkelijk werden vooral snelle Japanse viercilinderblokken gebruikt, in 1994 bouwde men een Harley-Davidson caféracer.